# Bonner Springs
Bonner Springs és una població dels Estats Units a l'estat de Kansas. Segons el cens del 2000 tenia 6.768 habitants.

## Demografia
Segons el cens del 2000, Bonner Springs tenia 6.768 habitants, 2.592 habitatges, i 1.824 famílies. La densitat de població era de 165,8 habitants per km².
Dels 2.592 habitatges en un 35,8% hi vivien nens de menys de 18 anys, en un 53,5% hi vivien parelles casades, en un 12,6% dones solteres, i en un 29,6% no eren unitats familiars. En el 24,7% dels habitatges hi vivien persones soles el 10,8% de les quals corresponia a persones de 65 anys o més que vivien soles. El nombre mitjà de persones vivint en cada habitatge era de 2,59 i el nombre mitjà de persones que vivien en cada família era de 3,11.
Per edats la població es repartia de la següent manera: un 28,2% tenia menys de 18 anys, un 8,5% entre 18 i 24, un 29,8% entre 25 i 44, un 20,7% de 45 a 60 i un 12,8% 65 anys o més.
L'edat mediana era de 34 anys. Per cada 100 dones de 18 o més anys hi havia 87,2 homes.
La renda mediana per habitatge era de 43.234 $ i la renda mediana per família de 50.476 $. Els homes tenien una renda mediana de 36.390 $ mentre que les dones 26.957 $. La renda per capita de la població era de 19.730 $. Entorn del 6,8% de les famílies i el 9,6% de la població estaven per davall del llindar de pobresa.

## Poblacions més properes
El següent diagrama mostra les poblacions més properes.